# Mystacina robusta
Mystacina robusta es una especie de murciélago de la familia Mystacinidae.

## Distribución geográfica
Es endémica de Nueva Zelanda. No se han confirmado los registros de la especie desde 1967 cuando fue encontrada en la Isla Grande del Sur del Cabo (cerca de la Isla Stewart). Es posible que aún persista en algunas otras islas pequeñas cerca de la isla Stewart.